# Emaar Properties
La Emaar Properties (in arabo إعمار‎?) è un'azienda del settore edile quotata al Dubai Financial Market e fa parte del Dow Jones Arabia Titans Index; è proprietaria del Burj Khalifa, il grattacielo più alto del mondo.

## Progetti Emirati Arabi Uniti
- Burj Khalifa,
- The Dubai Mall
- The Dubai Fountain
- Arabian Ranches, Dubai Marina, The Greens, The Meadows, The Lakes e The Springs quartieri di Dubai

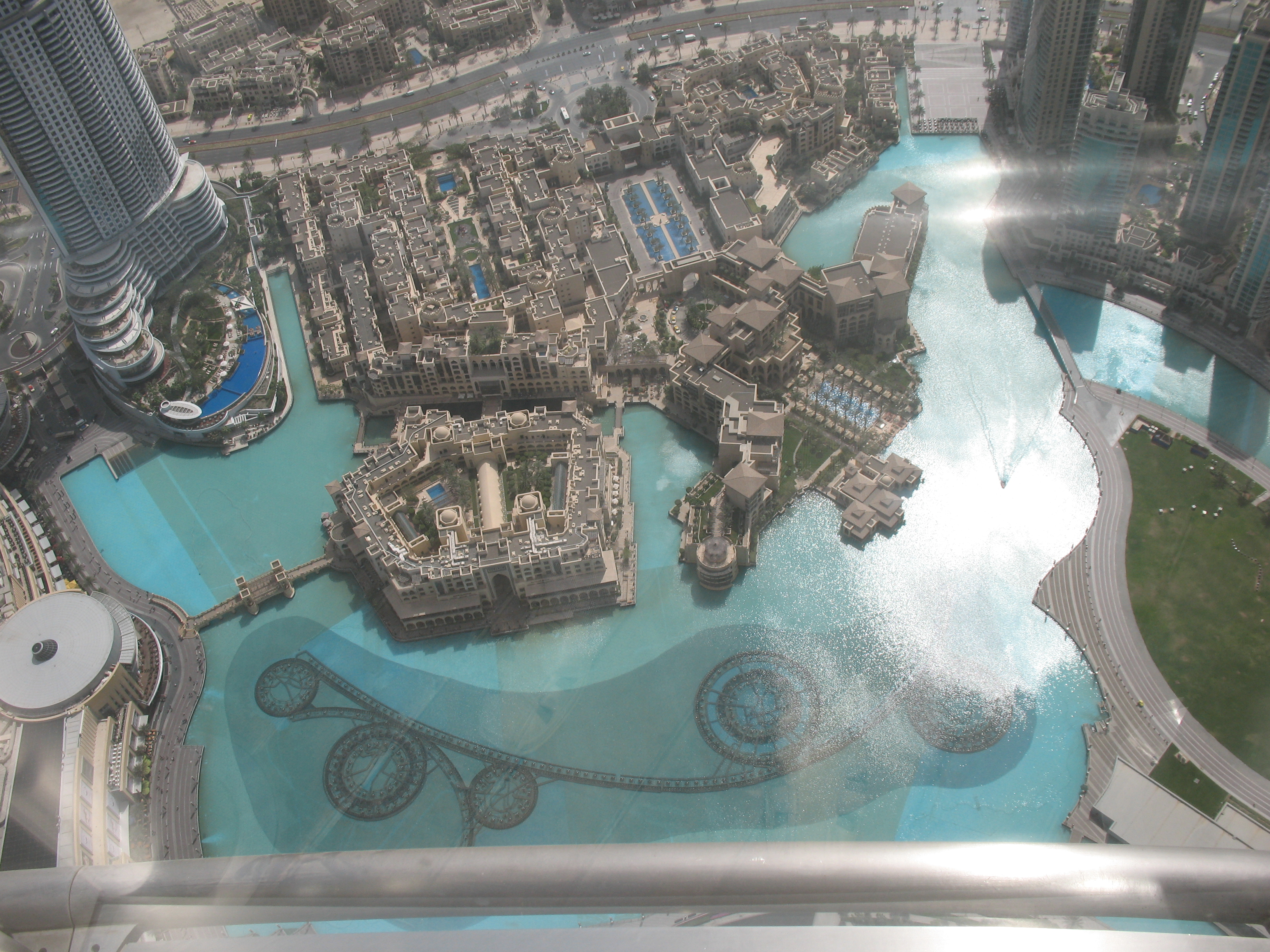
The Dubai Fountain vista dal Burj Khalifa

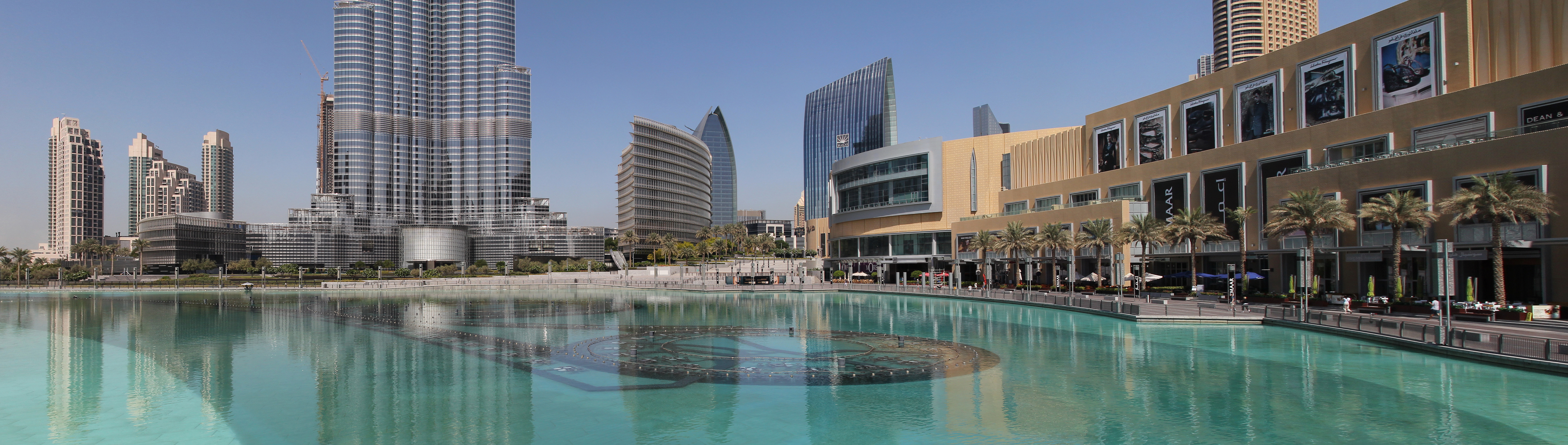

- Teatro dell'Opera di Dubai

## Progetti internazionali

### Arabia Saudita
- King Abdullah Economic City (KAEC),

### Egitto
Nel 2002 Emaar Misr, una filiale egiziana di Emaar Properties, ha completato la riqualificazione della Biblioteca Alessandrina sul porto orientale di Alessandria.
Emaar Misr ha iniziato a lavorare su un progetto di sviluppo di 4 miliardi di dollari nel 2005, inizialmente chiamati Cairo Heights che è stato poi rinominato Uptown Cairo. Il progetto ha previsto la costruzione di un settore come una comunità residenziale, commerciale, e ricreativo.
Nel 2008 Emaar Misr ha iniziato a lavorare su una località turistica chiamata Marassi a Sidi Abdel Rahman, che si trova lungo la costa mediterranea, che comprende un hotel con 3.000 camere, un porto turistico e un campo da golf.

### India
- Hyderabad International Convention Centre
- il villaggio olimpico dei Giochi del Commonwealth nel 2010 a Delhi

### Iraq
- Downtown Erbil è un progetto per un grande complesso ad uso misto in Erbil

### Pakistan
- Crescent Bay, Karachi è un grande e importante progetto di Emaar in Pakistan